# アダージョ ロ短調 (モーツァルト)

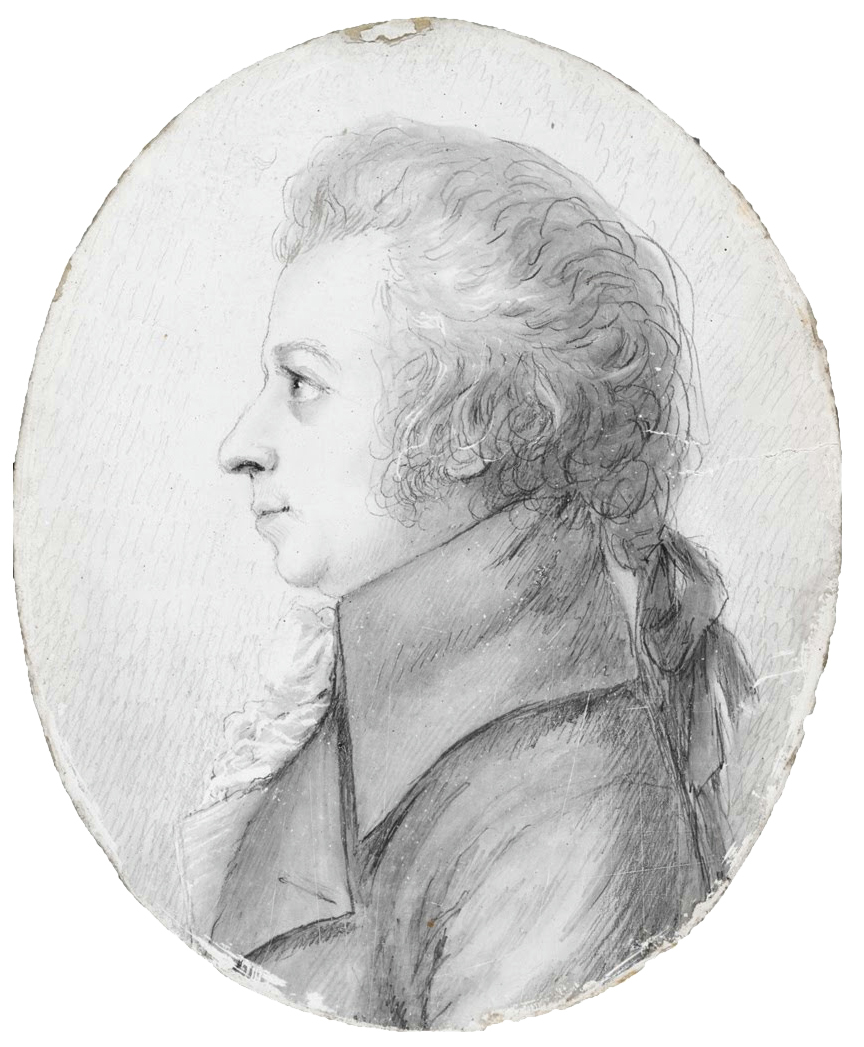
ドーラ・シュトックによるモーツァルトの肖像画（1789年）

アダージョ ロ短調 K. 540 は、ヴォルフガング・アマデウス・モーツァルトが1788年に作曲したピアノ曲。

## 概要
この作品はウィーンで作曲され、モーツァルト自身による作品目録では完成した日付が「1788年3月19日」と記されており、どのような目的で作曲されたかはわかっていないが、同年8月に姉ナンネルへ送ったピアノ曲のひとつではないかと考えられている。また、この作品のスケッチと思われるもの（K. deest）も発見されている。
楽譜は作曲された年にホフマイスターから出版されたと推測されているが、新モーツァルト全集の報告書によれば、この楽譜は現在消失してしまっており、真偽のほどは定かではない。現在残っているもので最古のものは、モーツァルトの死後3年が経った1794年にアルタリア社から出版されたものである。
また、オーストリアの作曲家であるゲルハルト・プレゼント（Gerhard Präsent）が、2008年にモーツァルトのピアノ曲を編曲した『幻想四重奏曲 ニ長調』（ "Fantasy Quartet in D" ）を書いており、本作は第3楽章として弦楽四重奏用に編曲された。
自筆譜は現在、ストックホルムにある音楽文化推進財団（Stiftelsen Musikkulturens Främjande）の図書館に所蔵されている。

## 曲の構成
ロ短調、アダージョ、4分の4拍子、ソナタ形式。演奏時間は約6～12分。
全57小節で構成され、最後の6小節はロ長調のコーダ部であり、ロ長調の主和音（ピカルディの三度）で曲が終わる。
「ロ短調」という調の選択はモーツァルトの作品でも大変珍しく、この作品を除くと他には1777年に書かれた『フルート四重奏曲第1番 ニ長調』（K. 285）の第2楽章で用いられたのみである。